# دانييل بنتلي
دانييل بنتلي (بالإنجليزية: Daniel Bentley)‏ (13 يوليو 1993 في المملكة المتحدة - ) هو لاعب كرة قدم بريطاني في مركز حراسة المرمى. لعب مع برينتري تاون ونادي ساوثيند يونايتد.

## وصلات خارجية
- دانييل بنتلي على موقع قاعدة بيانات كرة القدم.إي يو (الإنجليزية)
- دانييل بنتلي على موقع Soccerbase.com (لاعب) (الإنجليزية)
- دانييل بنتلي على موقع Soccerway.com (الإنجليزية)
- دانييل بنتلي على موقع عالم كرة القدم.نت (الإنجليزية)